# Schönbrunn/Lausitz
Schönbrunn/Lausitz (obersorbisch Šumborn) ist ein Ortsteil der Stadt Bischofswerda im Landkreis Bautzen in Sachsen.

## Geografie

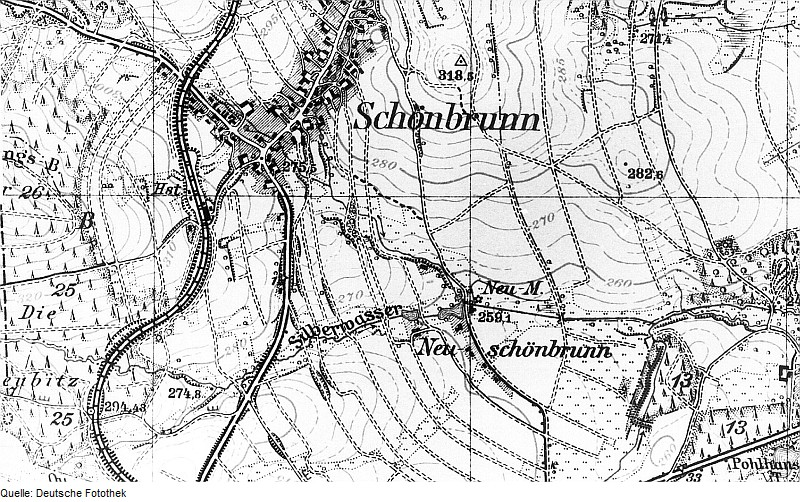
Schönbrunn und Neu-Schönbrunn

Schönbrunn liegt am Rande der Oberlausitz, nordöstlich von Bischofswerda, am westlichen Ausläufer des Lausitzer Berglandes. Die Gemarkung wird im Südwesten vom Butterberg und im Nordosten vom Pohlaer Berg begrenzt. Zu Schönbrunn gehören die Siedlungen Kynitzsch (obersorbisch Kinič) mit 40 Einwohnern und Neu-Schönbrunn (obersorbisch Nowy Šumborn) mit 24 Einwohnern. Schönbrunn ist ein Waldhufendorf. Die Häuser reihen sich entlang der Straße, während sich die Grundstücke hinter den Häusern in die Flur erstrecken.

## Geschichte
Vom 13. Jahrhundert an verlief durch das heutige Gemeindegebiet die Grenze des Markgraftums Oberlausitz zum Hochstift Meißen, später zum Kurfürstentum Sachsen. Schönbrunn wurde 1412 unter dem Namen Schönborn ersterwähnt und bestand zunächst aus einem Oberlausitzer und einem Meißener/Sächsischen Ortsteil. Anfang des 19. Jahrhunderts hatte Schönbrunn (Lausitzer Seite) über 500 Einwohner und Schönbrunn (Meißner Seite) über 100 Einwohner. Am 28. Juni 1857 wütete ein Großbrand in Schönbrunn. 1885 wurde die Dorfstraße von Schönbrunn nach Taschendorf und Uhyst am Taucher auf sechs Meter Breite ausgebaut.

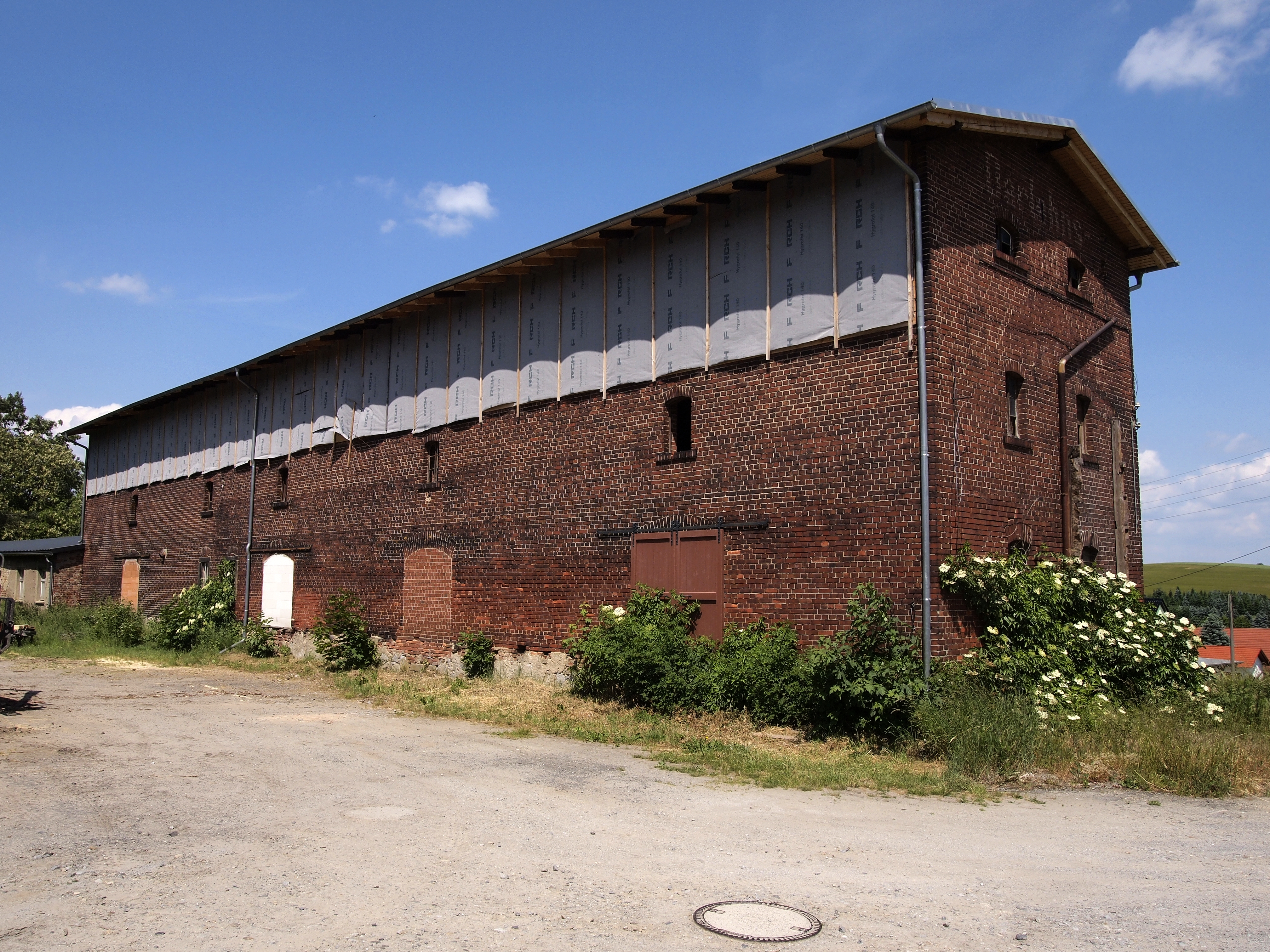
Verladestation Schönbrunn

1902 erhielt Schönbrunn Anschluss an die Bahnstrecke Kamenz–Bischofswerda. Der Erste Weltkrieg kostete zehn Einwohnern von Schönbrunn das Leben.
Am 1. April 1935 wurden Schönbrunn (Meißener Seite) und Kynitzsch nach Schönbrunn (Lausitzer Seite) (mit dem Ortsteil Neu-Schönbrunn) eingemeindet und die Gemeinde in Schönbrunn/Lausitz umbenannt. Durch den Zweiten Weltkrieg waren im Ort vier Wohnhäuser und eine Scheune abgebrannt, 17 Einwohner verloren im Krieg ihr Leben, 10 blieben vermisst. Nach Kriegsende wurde der Ort durch die Rote Armee besetzt. Durch Zuzug von Vertriebenen aus den Ostgebieten erhöhte sich die Einwohnerzahl vorübergehend auf 660. Das Rittergut derer von Ponikau wurde im Zuge der Bodenreform enteignet und an Neubauern aufgeteilt. Ab 1952 gehörte der Ort zum Kreis Bischofswerda. Ab 1956 wurde die Landwirtschaft des Ortes zwangskollektiviert und eine erste Landwirtschaftliche Produktionsgenossenschaft gegründet. Bis 1975 gingen alle im Ort vorhandenen landwirtschaftlichen Einzelbetriebe in den beiden Genossenschaften des Ortes auf. 1965 lebten 560 Personen im Ort.
Am 1. Juli 1994 wurde Schönbrunn nach Bischofswerda eingemeindet.

### Bürgermeister
- 1919–1945: Theodor Huste
- 1945–1955: Oskar Gnauck
- 1955–1979: Erich Hornuf
- 1979–1994: Eberhard Huste

## Infrastruktur
Südlich des Ortes verläuft die Bundesstraße 6. Die westlich des Ortes vorbeiführende Bahnstrecke Kamenz–Bischofswerda wurde 1998 stillgelegt und 2004 abgerissen. Vom einstigen Bahnhof Schönbrunn ist der Güterschuppen noch vorhanden.